# 郭加乡
郭加乡（藏語：ཀོ་ལྕག་），是中华人民共和国西藏自治区日喀则市定结县下辖的一个乡镇级行政单位。

## 行政区划
郭加乡下辖以下地区：
康孔村、准贡村、楚卡村、白堆村、切村和乃村。